# Убийство кота Кузи
Дело северодвинских живодёров по убийству кота Кузи — уголовное дело, возбуждённое по факту истязаний живодёрами и последующей смерти рыже-белого кота в г. Северодвинске (Архангельская область), которое было квалифицировано по статье 245 («Жестокое обращение с животными»). Оно получило большой резонанс в обществе и средствах массовой информации, включая зарубежные. Судебные слушания по делу начались в декабре 2021 года. В феврале 2022 года живодёры были приговорены к реальным срокам и лишены родительских прав. Приговор вступил в силу в апреле 2022 года. В декабре 2023 года стало известно, что один из живодёров (Артём Лаврентьев) погиб на российско-украинской войне, куда отправился из колонии.

## Предыстория
Предпосылки мучительной смерти кота Кузи возникли ещё за полгода до случившегося, имел место конфликт между жителями г. Северодвинска Анной-Викторией Громович и её свекровью Еленой Юрьевной Лаврентьевой. Причиной поступка Анны была месть. Она отыгрывалась на животном, так как хотела отомстить Елене — матери своего сожителя — Артёма Лаврентьева. Отношения между двумя женщинами не сложились. Елена не раз говорила, что у сожительницы её сына не все дома, и скандалы в семье были обычным делом. Кузю избивали, в том числе и когда его хозяйка находилась дома, она ходила в наушниках и поэтому не слышала вопли животного. Однажды она просто не нашла своего кота, а сын и невестка в один голос заявили, что он выпрыгнул в окно.

## Ход событий
Анна-Виктория Громович и Артём Лаврентьев похитили кота матери Артёма и до смерти пытали его. Видео с истязанием Кузи они выкладывали в своих аккаунтах ВКонтакте. Мёртвого Кузю Анна и Артём похоронили, но труп животного удалось найти. Экспертиза показала, что кот умер от истязаний, и сразу же всплыла история с видео в соцсетях.

## Оценка в обществе
Гибель животного вызвала резонанс в России — люди начали подписывать петиции с требованиями покарать садистов. По состоянию на 21 ноября 2021 года в акции уже поучаствовали 30 ветеринарных клиник и 10 котокафе из 20 городов России, подпись под петицией поставили более 238 тыс. человек. Зоозащитники заявляют, что издевательства над животным происходили на глазах у несовершеннолетней дочери Громович. Коту Кузе было 14 лет.
На историю кота Кузи обратили внимание и знаменитости. Дрессировщик и народный артист РФ Эдгард Запашный заявил:
Издевательство над животными неприемлемо, в присутствии ребёнка — тем более. Я очень рад, что большое количество адекватных людей консолидировалось вокруг этой проблемы.
Его брат Аскольд Запашный заявил, что надо устроить показательную порку, чтобы на этом примере остальные поняли, как нельзя делать.
Олимпийская чемпионка по фигурному катанию Алина Загитова сделала репост с аккаунта спасающих животных волонтёров, которые подняли тему этого замученного кота Кузи, и написала в Instagram:
Я считаю, что с живодерством надо бороться
 Певица Екатерина Семёнова заметила: «Жаль, что нет смертной казни», имея в виду убийц животных и детей. Историю Кузи освещали заслуженная артистка РФ Оксана Сташенко, певец Трофим, депутат Госдумы Владимир Бурматов.
Данную тему обсуждали в нескольких выпусках передачи «Вот такая зверушка» на Радио Комсомольская Правда. Также происшедшему был посвящён один выпуск ток-шоу «Позиция».

## Судебный процесс
Активность общественности не осталась незамеченной, и на Громович и Лаврентьева возбудили уголовное дело.
Первое судебное заседание было 20 декабря 2021 года, по результатам которого живодёров направили на психолого-психиатрическую экспертизу.
Второе судебное заседание состоялось 17 января 2022 года, психолого-психиатрическую экспертизу к тому времени ещё не выполнили, у Артёма Лаврентьева был виден синяк под глазом. По его словам, Анна-Виктория Громович из-за побоев от двух неизвестных, представившихся сотрудниками УФСИН, не смогла явиться на судебное заседание. В региональном УМВД подтвердили: пара написала заявление.
На третьем судебном заседании, состоявшемся 3 февраля 2022 года, были оглашены результаты психолого-психиатрической экспертизы обвиняемых: Анна-Виктория Громович зависима от алкоголя и страдает психическим расстройством, Артём Лаврентьев проблем с психикой не имеет. Эксперты решили, что обвиняемые осознавали, что делают, когда издевались над котом. Во время заседания хозяйка кота Елена Лаврентьева заявила, что Громович угрожает ей и её родственникам, суд сменил меру пресечения и отправил обвиняемую в СИЗО. Следствие полагает, что над животным также издевался сожитель Громович Артём Лаврентьев. Он также обвиняется в краже банковской карты у своей матери — хозяйки кота.
По результатам четвёртого судебного заседания, состоявшегося 14 февраля 2022 года, живодёров приговорили к реальным срокам: Анну-Викторию Громович — к трём годам и двум месяцам в колонии-поселении, её сожителя Артёма Лаврентьева — к 3,5 года колонии общего режима, приговор вступил в силу 19 апреля 2022 года.
Также 26 февраля 2022 года стало известно, что их лишили родительских прав на общую дочь.
В декабре 2023 года активисты из инициативной группы по защите животных со ссылкой на военкомат сообщили: Артём Лаврентьев из колонии отправился участвовать во вторжении России на Украину, пропал без вести летом, найденные теперь останки в январе-феврале привезут его матери в Северодвинск в закрытом гробу.

## Вероятный последователь
Примечательно, что в день последнего судебного заседания в Самаре другой живодёр повесил труп кошки у школы, в которой ранее учился. Был организован митинг по сбору подписей против живодёра, ранее за ним уже замечали подобные действия. Пока нет информации, является ли он последователем убийц кота Кузи или это совпадение, предстоит проверка.

## Внесудебные наказания живодёров
Не обошлось и без попыток самосуда. Во дворе многоквартирного дома, где было совершено преступление, неизвестные установили могильный крест. Местные жители утверждают, что радикальные зоозащитники буквально терроризируют многоэтажку. К примеру, на фасаде здания появилась надпись «сдохни». Кроме того, однажды зоозащитники перепутали местную жительницу с мучительницей Кузи и распылили на неё содержимое перцового баллончика. «Соседка тогда начала кричать. Оказалось, её перепутали с одной из этих живодёров и набрызгали ей перцовым баллоном прямо в лицо. Она плакала», — рассказала жительница многоэтажки Таисия. По её словам, в тот день газ распространился по всему подъезду, из-за чего жильцы долгое время сильно кашляли.
Заслуживший внимания случай произошёл и после первого заседания. Едва обвиняемый в жестоком обращении с животными Артём Лаврентьев показался в холле здания суда и успел миновать рамку металлоискателя, на него набросились с кулаками. Самосуд над живодёром хотели устроить те, кто не смог остаться равнодушным к судьбе замученного до смерти кота, но приставам удалось защитить подсудимых и впоследствии вывести из здания суда до закрытого автомобиля.

## Памятники
На городском кладбище домашних животных в Санкт-Петербурге поставили памятник коту Кузе и всем жертвам живодёров. Рядом с табличкой волонтёры посадили вековую ель и сделали коллективную фотографию с портретами Кузи и требованиями наказать его убийц. По замыслу авторов инициативы, это памятник всем замученным животным.
Год спустя на том же кладбище появилась и бронзовая скульптура «Кот Кузя сидит на скамейке». Анна Шумакова, скульптор, автор памятника коту Кузе:
Я подписывала год назад петицию по поводу Кузи. Я не знала, что я буду лепить памятник, хотя у меня была мысль, что было бы неплохо вообще такой проблеме поставить памятник. Потому что проблема есть, но её просто замалчивают. И девочки добились того, что свершилось правосудие, а я включилась в эту историю, потому что я за гуманизм и милосердие.
Активисты говорят: у скульптора получилось передать взгляд Кузи.